# Sergey Mitrofanovich Gorodetsky
Sergey Mitrofanovich Gorodetsky (tiếng Nga: Серге́й Митрофа́нович Городе́цкий, 5 tháng 1 năm 1884 – 7 tháng 6 năm 1967) – nhà thơ, nhà văn Nga.

## Tiểu sử
Sergei Gorodetsky sinh ở Saint Petersburg trong một gia đình gia giáo, bố là nhà chính trị vừa là nhà văn. Học trường gymnazy và năm 1902 vào học Đại học Saint Petersburg nhưng không tốt nghiệp. Thời kỳ học Đại học, Sergei Gorodetsky làm quen với Aleksandr Aleksandrovich Blok và cảm thấy yêu thích thơ ca từ đây. Các năm 1906 – 1907 in các tập thơ: Ярь, Перун, Дикая воля – là những tác phẩm thơ mang âm hưởng dân gian.
Năm 1911 Gorodetsky trở thành một trong những người thành lập ra Xưởng thơ (Цех поэтов). Trong một cuộc họp của Xưởng thơ, Gorodetsky được bầu là người cầm đầu cùng với Nikolai Stepanovich Gumilyov. Từ đây bắt đầu một thời kỳ mới trong sáng tác của ông. Năm 1916 Gorodetsky đến Petrograd làm phóng viên cho báo Русское слово. Sau Cách mạng Tháng Mười ông đi về vùng Kapkage. Năm 1921 quay về Moskva làm ở Nhà hát Cách mạng (Театр Революции) đến năm 1924 và làm báo Sự Thật (Известия) đến năm 1932.
Thời kỳ Chiến tranh Vệ quốc ông đi về các nước cộng hòa vùng Trung Á như Uzbekistan, Tajikistan dịch các nhà thơ vùng Trung Á ra tiếng Nga. Năm 1958 in cuốn truyện tự thuật Con đường của tôi (Мой путь), thập niên 1960 ông làm thơ về các nhà du hành vũ trụ. Những năm cuối đời ông dạy học ở trường viết văn Maxim Gorky, chủ yếu dạy những người học ngoại khóa. Sergei Gorodetsky mất ở thành phố khoa học Obninsk, tỉnh Kaluga ngày 7 tháng 6 năm 1967.

## Tác phẩm
- Ярь. 1907
- Перун, 1907
- Ия. Стихи для детей. 1908
- Кладбище страстей. Рассказы, т. 1, 1909
- Цветущий посох, 1914
- Ангел Армении. 1918
- Стихотворения, 1956
- Мой путь (Con đường của tôi, 1958) tự thuật
- Стихотворения и поэмы, 1974

## Một số bài thơ
| Nỗi âu lo Em đi tìm tĩnh lặng chỉ hoài công Không lặng yên trong thiên nhiên sống động. Cây nở hoa, cái chết của anh hùng Sảng khoái của cơn dông, mặt trăng tru rống. Những luồng tích điện ở đám mây đen Từ bầy ong mùa xuân bay thành đám Tiếng núi lửa, tiếng vỗ bờ của sóng Trong người em rất bí ẩn ngang bằng. Khắp nơi đau khổ. Chẳng có Niết bàn! Giờ vẫn đang gào lên bên ngưỡng cửa Con nước triều đêm của sự hỗn mang. Em đừng sợ nơi Chúa bị đóng đinh Cả thế giới sống bằng cơn bão táp Như những dòng thơ Sonnet của em. Thư từ mặt trận Gửi A. A. Gorodetskaya 1 Hãy tha thứ, một khi anh lầm lỗi Khi mà anh phạm tội đối với em Hãy an ủi khi anh cần an ủi Nụ cười trẻ trung hãy sưởi ấm anh. Em hãy hát về một niềm hạnh phúc Khi anh phụng thờ vẻ đẹp thần tiên Hãy hân hoan với anh ở thiên đường Và túng thiếu với nhau khi cùng cực. Chia sẻ cùng anh khổ đau, mơ ước Sẻ chia lao động, máu lửa cùng anh Ta bị gông cùm bởi một mối tình Và bước đi vác chung cây thập ác. Một ngôi sao trên đầu ta sáng tỏ Những con đường ta đan kết, giao nhau. Chỉ một mình em trên thế gian này Anh có thể thốt lên: "Hãy tha thứ!" Bản dịch của Nguyễn Viết Thắng | ТРЕВОГА Напрасно ищешь тишины: В живой природе нет покоя. Цветенье трав и смерть героя, Восторг грозы и вой луны, Туч электронных табуны, Из улья вешний вылет роя, Вулкана взрыв и всплеск прибоя В тебе таинственно равны. Нирваны нет. Везде тревога! Ревет у твоего порога Полночных хаосов прилив. Не бойся никакой Голгофы. Весь мир плененной бурей жив, Как твоего сонета строфы. ПИСЬМА С ФРОНТА А. А. Г[ородецкой] 1 Прости меня, когда я грешен, Когда преступен пред тобой, Утешь, когда я безутешен, Согрей улыбкой молодой. О счастье пой, когда служу я Твоей волшебной красоте. В раю кружись со мной, ликуя, И бедствуй вместе в нищете. Делись со мной огнем и кровью, Мечтой, и горем, и трудом. Одной мы скованы любовью И под одним крестом идем. Одна звезда над нами светит, И наши сплетены пути. Одной тебе на целом свете Могу я вымолвить: "Прости!" |